# Coatbridge
Coatbridge ist eine schottische Stadt in North Lanarkshire nahe Glasgow. Die 43.841 Einwohner zählende Stadt bildet das Zentrum der schottischen Eisenindustrie.
Auf Grund der Zuwanderung vieler Iren im 19. und 20. Jahrhundert wird Coatbridge auch als Little Ireland bezeichnet.
Einige Abschnitte des Monkland Canal sind in Coatbridge noch erhalten.

## Söhne und Töchter der Stadt
- Laurentia McLachlan (1866–1953), schottische Benediktinerin und Äbtissin
- Margaret Skinnider (1892–1971), irische Lehrerin, Aktivistin und Frauenrechtlerin
- Thomas Clarke (* 1941), Politiker (Labour Party)
- Philip Boswell (* 1963), Politiker (SNP)
- Mark Millar (* 1969), britischer Comicautor
- Ryan Dalziel (* 1982), britischer Rennfahrer
- Tony Watt (* 1993), schottischer Fußballspieler
- Stephen Welsh (* 2000), schottischer Fußballspieler